# Sekondomboro
Sekondomboro – wieś w Botswanie w dystrykcie North West. Według spisu ludności z 2011 roku wieś liczyła 629 mieszkańców.